# فن العمارنة

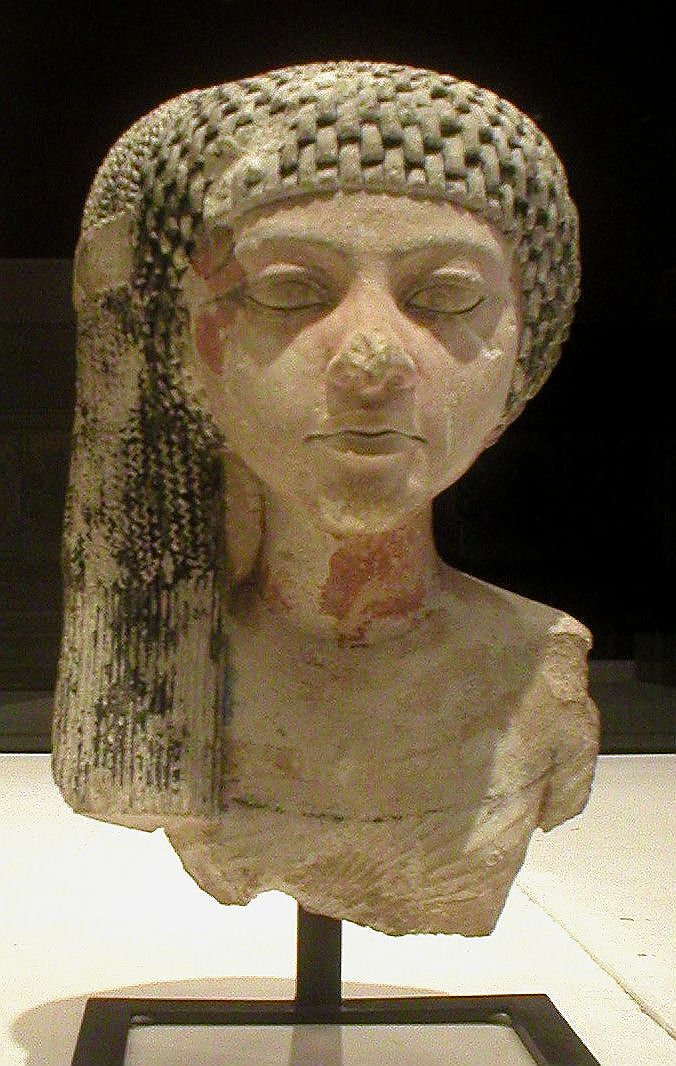

فن العمارنة أو أسلوب العمارنة هو أسلوب اتُبع في حقبة العمارنة أثناء فترة حكم إخناتون وبعدها مباشرةً (نحو 1351- 1334 ق.م.) في أواخر حكم الأسرة الثامنة عشر أثناء حقبة المملكة الجديدة. بالرغم من أن الفن المصري القديم لا يُشتهر عنه التغيير، كان أسلوب العمارنة مختلفًا بصورة كبيرة ومفاجئة عن سابقه الذي استُعيد بعد وفاة الإخناتون. يتميز هذا الأسلوب بالإحساس بالحركة والنشاط في صوره فترى الشخصيات رافعة رؤوسها وترى عدة شخصيات متشابكة بالإضافة إلى عدة مشاهد مزدحمة. وقد مُثل الجسد البشري بطريقة مختلفة؛ تظهر الشخصيات دائمًا من الجانب نحيلة متمايلة بأطراف مبالغ فيها بالنقش البارز. وكانت صور إخناتون بالتحديد تعطيه صفات أنثوية مميزة مثل حوض واسع وثديين بارزين وبطن وفخذين كبيرين. بينما هناك قطع أخرى لا تظهر بها سمات هذا الأسلوب بنفس الوضوح مثل أشهر عمل في كل أعمال العمارنة وهو تمثال نفرتيتي في برلين.
كان أمنحوتب الرابع من أوائل من دعوا إلى التوحيد والإيمان بإله واحد فقط. فبعد اعتلائه العرش بمدة قصيرة، أعلن أن الإله آتون، ممثلًا بقرص الشمس، هو الإله الحقيقي الوحيد. وغيّر أمنحوتب الرابع اسمه إلى إخناتون إجلالًا لإلهه المختار. وحاول إخناتون أثناء فترة حكمه أن يغير العديد من أوجه الحضارة المصرية لا سيما الأسلوب الفني واستخدامه للاحتفال بالإله والثناء عليه.
يُعد رسم أيدي وأرجل الشخصيات أمرًا مهمًا بالطبع. صُورت أصابع الأيدي والأقدام طويلةً رفيعة مع إظهار كبير لتفاصيلها حتى تظهر الأظافر. رسم الفنانون أيضًا شخصيات بملامح وجه طويلة مصاحبة بثنيات في الجلد بالإضافة إلى جفون منخفضة. وكان تمثيل الجسد أطول مما كان عليه من قبل. وكان الشكل البشري الجديد يكبّر البطن والفخذ والثديين بينما كان الجذع والذراعان والساقان رفيعين وطِوالًا كباقي الجسد. لون بشرة الذكور والإناث بني قاتم في العموم (على عكس عادة أن يكون البني الغامق أو الأحمر للذكور والبني الفاتح أو الأبيض للنساء). تظهر الشخصيات في هذا الطراز بكلا القدمين اليمنى واليسرى، على عكس الأسلوب التقليدي الذي يظهر الشخصيات بقدمين كلاهما يمين أو كلاهما يسار.
نقل إخناتون العاصمة إلى المدينة المعروفة حاليًا بالعمارنة وأنشأ العديد من القصور والمعابد هناك. بعد موته، أعادت القوات المحافظة بقيادة كهنة المعابد فرض الدين القديم. وهُجرت العاصمة الجديدة وشُوهت آثاره في بقية الأماكن. ولهذا يتركز فن العمارنة في مدينة العمارنة نفسها، بالإضافة إلى بعض الآثار في الكرنك، حيث فُككت أعمال نقوش كبيرة بارزة، وأُديرت القطع كي تتجه إلى الداخل عندما شُيد مبنى جديد يضمها. لم تُكتشف هذه القطع إلا في العقود الأخيرة. يُعتقد الآن أيضًا أن العديد من الأشياء الموجودة في مقبرة ابن إخناتون توت عنخ آمون كانت في الأصل مصنوعة من أجل والده؛ كالنقوش البارزة على عرشه.

## المقابر
تختلف زخرفة المقابر غير الملكية عن الحقب السابقة. لا تحتوي هذه المقابر على أي مشاهد زراعية أو جنائزية ولا تعرض الراقد فيها إلا إذا كان مُصورًا مع أحد أعضاء الأسرة الملكية. يغيب عن المشهد الآلهة والإلهات إلا آتون قرص الشمس. لكن آتون لا يرسل أشعته على صاحب المقبرة وإنما فقط على أفراد العائلة الملكية. لا يوجد ذكر لأوزوريس ولا غيرها من التماثيل الجنائزية. ولا يُذكر كذلك أي رحلة إلى العالم السفلي. ما كان يوجد غالبًا هو مقتطفات من ترنيمة آتون.

## التماثيل
تنفصل تماثيل حقبة العمارنة عن تماثيل الحقب المصرية الأخرى. من أسباب ذلك احتواؤها على سمات معينة. فمثلًا تُظهر الصور استطالة الرقبة والرأس ورفعهما، وانحدار الجبين والأنف، وبروز الذقن وكبر الآذان والشفاه، وكانت الذراع والسمانة في شكل مغزلي والأفخاذ والبطن والحوض كبيرة الحجم.